# Tonari no Yaoi-chan
Tonari no Yaoi-chan (となりのやおいちゃん lit. Mi vecina Yaoi-chan?) es un manga 4-koma publicado en Internet, escrito e ilustrado por Ajiko Kojima, la autora comenzó publicando la historia en su sitio web para después ser publicado por la editorial Ohzora Publishing desde diciembre de 2006, han sido compilados 11 volúmenes. La historia sigue la vida de un joven otaku y su novia obsesionada con el manga yaoi. Se ha producido una película de acción real lanzada directamente a formato DVD y un proyecto de anime que sería producido por el estudio Kyoto Animation fue cancelado en 2009.

## Argumento
La trama se desarrolla alrededor de Tibet, un otaku de 28 años de edad que tiene por novia a una fujoshi, a quien cariñosamente llama "Yaoi-chan" y con quien diariamente comparte sus aventuras enredadas en fantasías y situaciones yaoi, lo que le ha llevado a materializar la doble personalidad de su novia en una pequeña criatura verde que lleva plasmada en la frente el 801, que en japonés puede ser leído como yaoi. 

## Personajes
Tibet (チベットさん?)
Uno de los protagonistas de la historia, es un joven otaku y oficinista de 28 años.
Yaoi-chan (801ちゃん?)
Una joven de 22 años de edad, es la protagonista de la historia una fujoshi que vive junto a Tibet.

## Media

### Manga
El manga fue iniciado como una publicación en línea en forma de manga 4-koma, escrito e ilustrado por Ajiko Kojima, pasó a ser publicado por Ohzora Publishing en diciembre de 2006, los tres primeros volúmenes vendieron más de 320,000 unidades en Japón. Una versión adaptada a manga shōjo derivada de la obra original se titula Tonari no 801-chan: Fujoshiteki Kōkō Seikatsu creada por otra mangaka fue serializada en la revista Bessatsu Friend de la editorial Kodansha.

#### Lista de volúmenes
| N.º | Título       | Fecha de lanzamiento     | ISBN original       |
| --- | ------------ | ------------------------ | ------------------- |
| 1   | «Volumen 1»  | 14 de diciembre de 2006  | ISBN 9784776793021  |
| 2   | «Volumen 2»  | 1 de agosto de 2007      | ISBN 9784776793748  |
| 3   | «Volumen 3»  | 18 de julio de 2008      | ISBN 9784776794936  |
| 4   | «Volumen 4»  | 10 de septiembre de 2009 | ISBN 9784776795506  |
| 5   | «Volumen 5»  | 8 de diciembre de 2010   | ISBN 9784776795766  |
| 6   | «Volumen 6»  | 10 de diciembre de 2011  | ISBN 9784776795940  |
| 7   | «Volumen 7»  | 29 de noviembre de 2012  | ISBN 9784776796121  |
| 8   | «Volumen 8»  | 30 de noviembre de 2013  | ISBN 978-4776796268 |
| 9   | «Volumen 9»  | 28 de noviembre de 2014  | ISBN 978-4776796480 |
| 10  | «Volumen 10» | 11 de diciembre de 2015  | ISBN 978-4776796619 |
| 11  | «Volumen 11» | 22 de diciembre de 2016  | ISBN 978-4776796763 |

### Otros medios
Se planeó la realización de una serie de anime para televisión producida por el estudio Kyoto Animation para ser emitida en la cadena TBS en 2009, el proyecto fue cancelado y solamente un pequeño video fue producido para ser incluido en la publicación del cuarto volumen del manga. Fue producido un CD drama basado en la historia original y fue lanzado en abril de 2008, además fue realizada una película de acción real para estreno en formato DVD, fue dirigida por Kōtarō Terauchi y salió a la venta en septiembre de 2007.